# Niels Munk Plum (maler)
 Der er flere personer med dette navn, se Niels Munk Plum.
Niels Munk Plum (13. maj 1878 på Frederiksgave – 13. januar 1959) var en dansk landskabsmaler.
Niels Munk Plum var søn af dyrlæge Carl August Frederik Plum (1842-1927) og Dagmar Langkilde, tog afgang fra Teknisk Skole 1896 og var elev og medarbejder hos Anton Rosen og Valdemar Andersen (bl.a. ved Landboudstillingen i Odense 1900 og Landsudstillingen i Aarhus 1909). Plum var desuden medarbejder hos forskellige arkitekter indtil 1911. Han arbejdede fra 1912 under Arnold Krog på Den kgl. Porcelainsfabriks underglasurafdeling, hvor det naturalistiske landskabsmaleri var hans særlige område. Desuden arbejdede han med grafik, især radering. En del af hans akvareller fandtes tidligere i Johan Hansens samling.
Plum blev udlært som malerikonservator hos Winkel & Magnussen 1931 og fik derefter især beskæftigelse som konservator på danske herregårde.
Han ægtede maleren Dagmar Sophie Kirstine Elisabeth Rasmussen (født 13. maj 1888 i København - 23. november 1959), datter af husejer Hans Peter Hjelm R. og Anna Hansen.